# Alphabet de Knowles
L’alphabet de Knowles, appelé en anglais Romanic Script for Indian Languages ou Romanic Letters for Indian Languages, est un alphabet phonétique, composé de lettres latines et de lettres additionnelles, conçu pour la transcription des langues en Inde et des langues au Pakistan. Il emprunte la majorité de ses lettres additionnelles à l’alphabet phonotypique d’Isaac Pitman dont une grande partie est aussi partagée par l’alphabet phonétique international. Cet alphabet a été proposé en 1910 par le père Joshua Knowles et a brièvement été utilisé au début du XXe siècle, notamment dans une traduction de l’évangile selon Marc en malayalam.

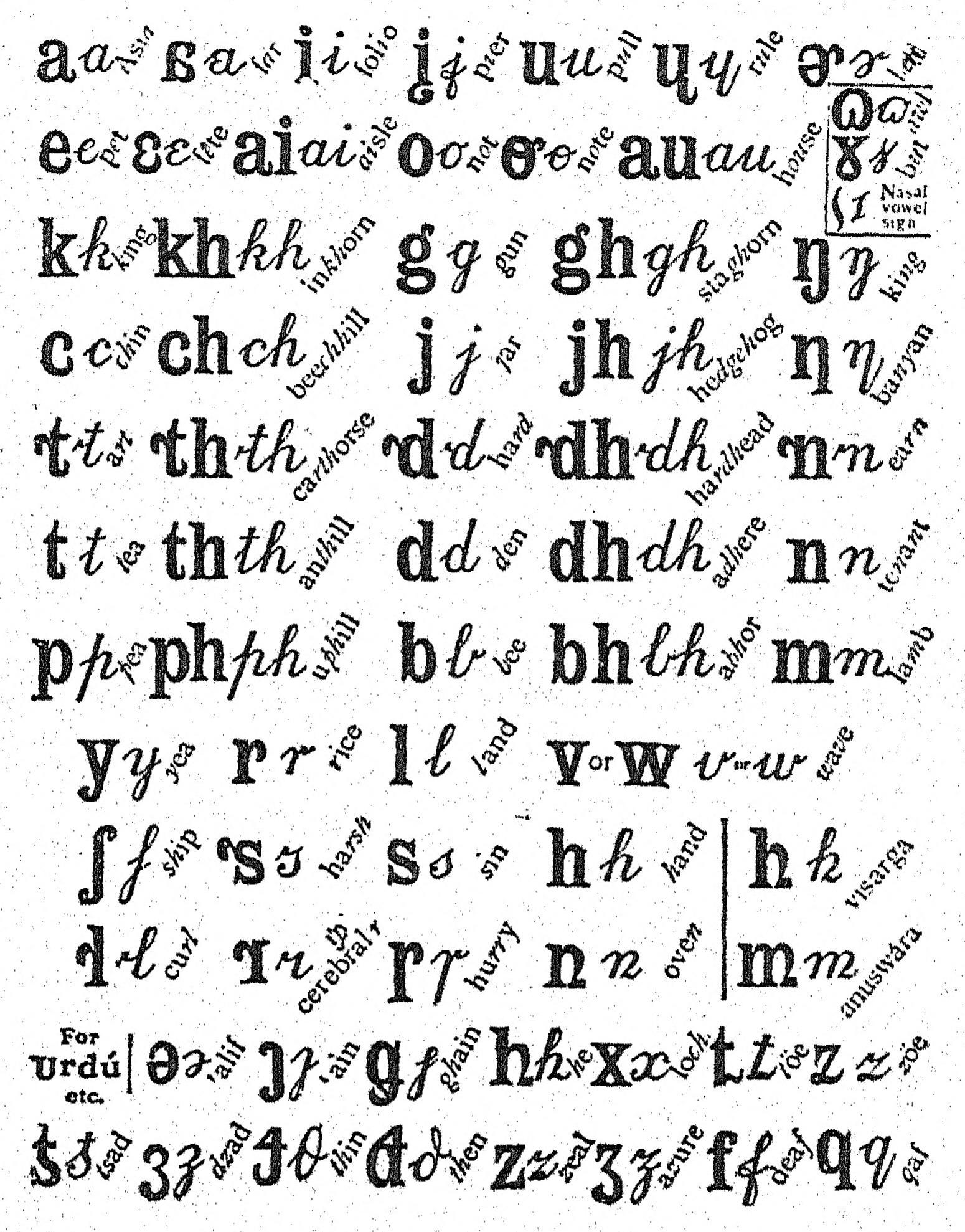
Formes romanes et cursives des lettres de l’alphabet de Knowles, avec des exemples de prononciation (1912).